# Покровская церковь (Лань)
Покровская церковь — православный храм в деревне Лань Несвижского района Минской области. Памятник деревянного зодчества. Расположена на окраине деревни, на кладбище.

## История
Построена в 1842—1844 годах на средства князя Радзивилла и помещика Гриневича, крепостные крестьяне которых составляли приход. Перестроена в 1863 году за счет казны, с которой на перестройку и иконостас было выделено 2202 рубля. Отремонтирована в 1904 году.

## Архитектура
Представляет собой квадратный в плане сруб, к которому примыкают с востока пятистенная апсида с двумя приделами, а с запада — двухэтажный тамбур. Основной объем покрыт четырехскатной крышей с невысокой двухъярусной головкой в центре. Боковые фасады увенчаны небольшими треугольными фронтонами, декорированы пилястрами, между которыми расположены спаренные оконные проемы. Стены горизонтально обшиты. В отделке использованы резные угловые накладки, карнизы и плинтуса. Интерьер зальный. 4 колонки по углам сруба поддерживают балки перекрытия.

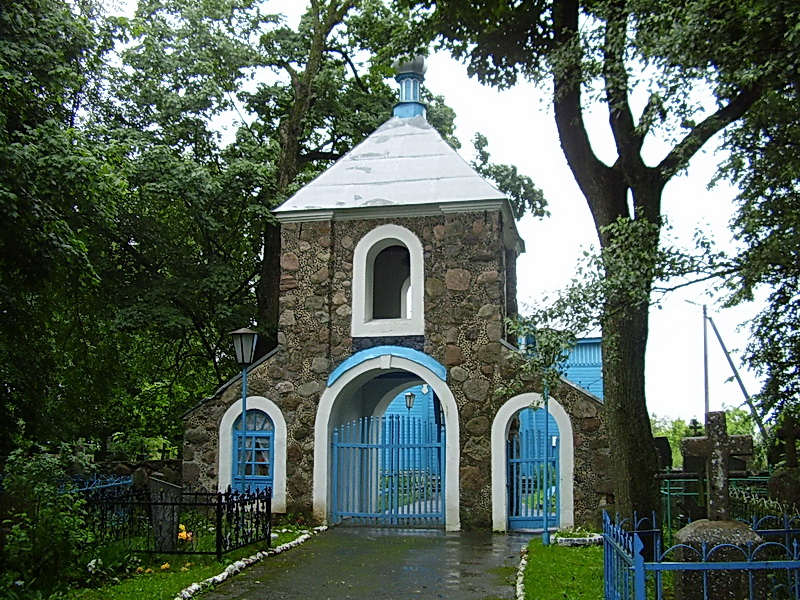
Вората-колокольня

Напротив главного фасада церкви находятся каменные двухъярусные врата-колокольня с тремя3 арочными проемами в первом ярусе и одним арочным проемом во втором. Врата имеют шатровую крышу с маковкой.